# Ottoni Ferreira Maciel
Ottoni Ferreira Maciel (Palmeira, 28 de outubro de 1870 – Curitiba, 1944) foi um jornalista e político brasileiro.
Ottoni Ferreira Maciel foi filho de Pedro Ferreira Maciel e irmão de Luís Ferreira Maciel, sendo os Ferreira Maciel uma linhagem de descendentes de Baltasar Carrasco dos Reis e uma família muito participativa na vida pública paranaense, sendo que Ottoni foi o verdadeiro herdeiro político de seu pai.

## Biografia
Palmerense de nascimento, teve como pais, d. Margarida Ferreira Maciel e o abastado fazendeiro Pedro Ferreira Maciel. Fez os estudos primários na capital do estado, bem como, os preparatórios no renomado Colégio Parthenon (dirigido pelo professor Laurentino de Azambuja). Apesar de não ter se formado em Direito, advogou por muitos anos na sua cidade natal.
Durante a Revolução Federalista, Ottoni foi tenente coronel da Guarda Nacional e travou combate, junto com o seu irmão no Rio das Pedras (São Mateus do Sul), contra as tropas de Gumercindo Saraiva e também fez parte do Estado Maior da divisão de Pires Ferreira.
Em Palmeira, Ottoni foi promotor da comarca e presidente da Câmara Municipal (em mais de uma oportunidade) e ao longo da vida exerceu cargos eletivos e honorários no poder público.
Muito jovem e com idéias republicanas, disputou uma vaga de deputado no Congresso Constituinte de 1891 e eleito, foi o mais jovem deputado na elaboração da Carta Constitucional do Estado, promulgada em 7 de abril de 1892. Em 1893 foi nomeado delegado literário da 3ª circunscrição escolar.
Em 1896 é novamente eleito deputado do Congresso Legislativo do Estado e reeleito nas duas legislaturas seguintes (de 1897 a 1901)
Em 22 de maio de 1897 casou-se com Maria da Glória Amaral.
Em 20 de outubro de 1907 foi eleito 1° vice-presidente do estado, porém, numa manobra de alguns caciques políticos, estes anularam o poder das urnas e assim o Congresso não reconheceu a vitória de sua coligação. Este episódio ficou marcado como a “degola” de João Cândido Ferreira, Ottoni Maciel e Olegário Macedo. Este fato e diversos outros testemunhos da vida política paranaense fizeram com que Ottoni escrevesse, em 1925, o livro “Bastidores Políticos”; um verdadeiro relato das manobras e mecanismos dos chefes políticos locais.
Retornou ao Congresso Estadual no biênio 1914-1915, quando chegou a ser o 2° presidente da casa.
Em 1918 foi eleito como deputado federal pelo Paraná e integrou a 3ª Comissão de Inquérito da Câmara.
No final de década de 1920, era um dos líderes da Aliança Liberal e assim sendo, participou ativamente dos movimentos pré-revolução de 1930 e em 5 de outubro deste ano tomou as armas e entrincheirou-se contra as tropas legalistas. Com apoio dos chefes revolucionários, levantou os municípios da linha sul paranaense e abriu caminho para a Coluna do General Miguel Costa avançar rumo a São Paulo.
Após a Revolução de 1930, ocupou o cargo de alto conselheiro do estado no governo de Manuel Ribas. 
Ottoni foi um dos fundadores do jornal “A Tarde”, juntamente com Antonio Jorge Machado Lima e Barros Cassal, além de ter colaborado no jornal “Gazeta do Povo”, entre outros.
Personalidade de muito prestígio em sua terra natal, recebeu como homenagem póstuma o batismo de uma das principais vias da cidade de Palmeira, ficando a Rua Cel. Ottoni Ferreira Maciel e eterna lembrança do caráter e exemplo de coragem deste grande paranaense.